# 3223 학제
3223 학제는 세계에서 채택되고 있는 학제 중 하나이다. 중학교 3년, 고등학교 2년, 예과 2년, 대학 3년이라는 것이다. 세계에서 3223 학제가 이루어지고 있는 나라는 주로 영국, 홍콩, 독일 등 일부 유럽 국가이다.

## 같이 보기
- 334 학제